# Sveti Tomaž, Škofja Loka
Sveti Tomaž este o localitate din comuna Škofja Loka, Slovenia, cu o populație de 55 de locuitori.